# University of Colombo
University of Colombo (även känt UoC) är Sri Lankas äldsta universitet, den ligger mitt i storstaden Colombo. Den grundades först som University College, en filial till University of London.